# Hygrochroa lacetania
Hygrochroa lacetania är en fjärilsart som beskrevs av Druce 1898. Hygrochroa lacetania ingår i släktet Hygrochroa och familjen silkesspinnare. Inga underarter finns listade i Catalogue of Life.